# Pilosella viridifolia
Pilosella viridifolia là một loài thực vật có hoa trong họ Cúc. Loài này được (Peter) miêu tả khoa học đầu tiên năm 1977.